# Дэнар, Малкольм
Малкольм Дэнар (англ. Malcolm Danare; род. 7 ноября 1962 года, Лос-Анджелес, Калифорния) — американский актёр и сопродюсер, наиболее известный по культовым фильмам «Годзилла», «День независимости», «Кристина» и «Танец-вспышка».

## Карьера
В 1983 году состоялся актёрский дебют Дэнара. Драматический фильм «Танец-вспышка», в котором он играл второстепенную роль, собрал в прокате 100 млн долларов. В этом же году вышел фильм «Кристина», экранизация одноимённого романа Стивена Кинга, где Малкольм исполнил роль хулигана, ставшего жертвой машины-убийцы. Затем он исполнил одну из центральных ролей в фильме «Проклятие». В 1998 он получил роль доктора Менделя Крэйвена в фильме «Годзилла» и озвучил этого же персонажа в 40 эпизодах мультсериала по мотивам фильма. В 2000-х Дэнар практически не появлялся на экранах. В 2006 в Бостонском театре играл в пьесе "A Raisin in the Sun". В середине 2010-х снова стал сниматься в кино.
В 2016 вышло три фильма, в которых Дэнар выступает в качестве сопродсера – «The Summerland Project», «WTF: World Thumbwrestling Federation» и «The Taker».

## Фильмография
| Год       |    | Русское название                  | Оригинальное название     | Роль                                |
| --------- | -- | --------------------------------- | ------------------------- | ----------------------------------- |
| 1983      | ф  | Танец-вспышка                     | Flashdance                | Сесил                               |
| 1983      | ф  | Кристина                          | Christine                 | Питер "Муки" Уэлч                   |
| 1983      | ф  | Лорды дисциплины                  | The Lords of Discipline   | Потит                               |
| 1985      | ф  | Да помогут нам небеса!            | Heaven Help Us            | Цезарь                              |
| 1985      | ф  | Европейские каникулы              | European Vacation         | сын Фрогеров                        |
| 1987      | ф  | Проклятие                         | The Curse                 | Сайрус Крэйн                        |
| 1990      | ф  | Попкорн                           | Popcorn                   | Бад                                 |
| 1993      | ф  | Робин Гуд: Мужчины в трико        | Robin Hood: Men in Tights | неумелый лучник                     |
| 1996      | ф  | День независимости                | Independence Day          | человек на крыше                    |
| 1998      | ф  | Годзилла                          | Godzilla                  | доктор Мендель Крэйвен              |
| 1998—2000 | мс | Годзилла                          | Godzilla: The Series      | доктор Мендель Крэйвен, озвучка     |
| 2004      | с  | C.S.I.: Место преступления Майами | CSI: Miami                | Нед Острофф                         |
| 2015      | ф  | Американское правосудие           | American Justice          | Стаки                               |
| 2016      | ф  | Задушенные                        | Smothered                 | в роли самого себя – Малкольм Дэнар |